# Верхнеалеманнский диалект

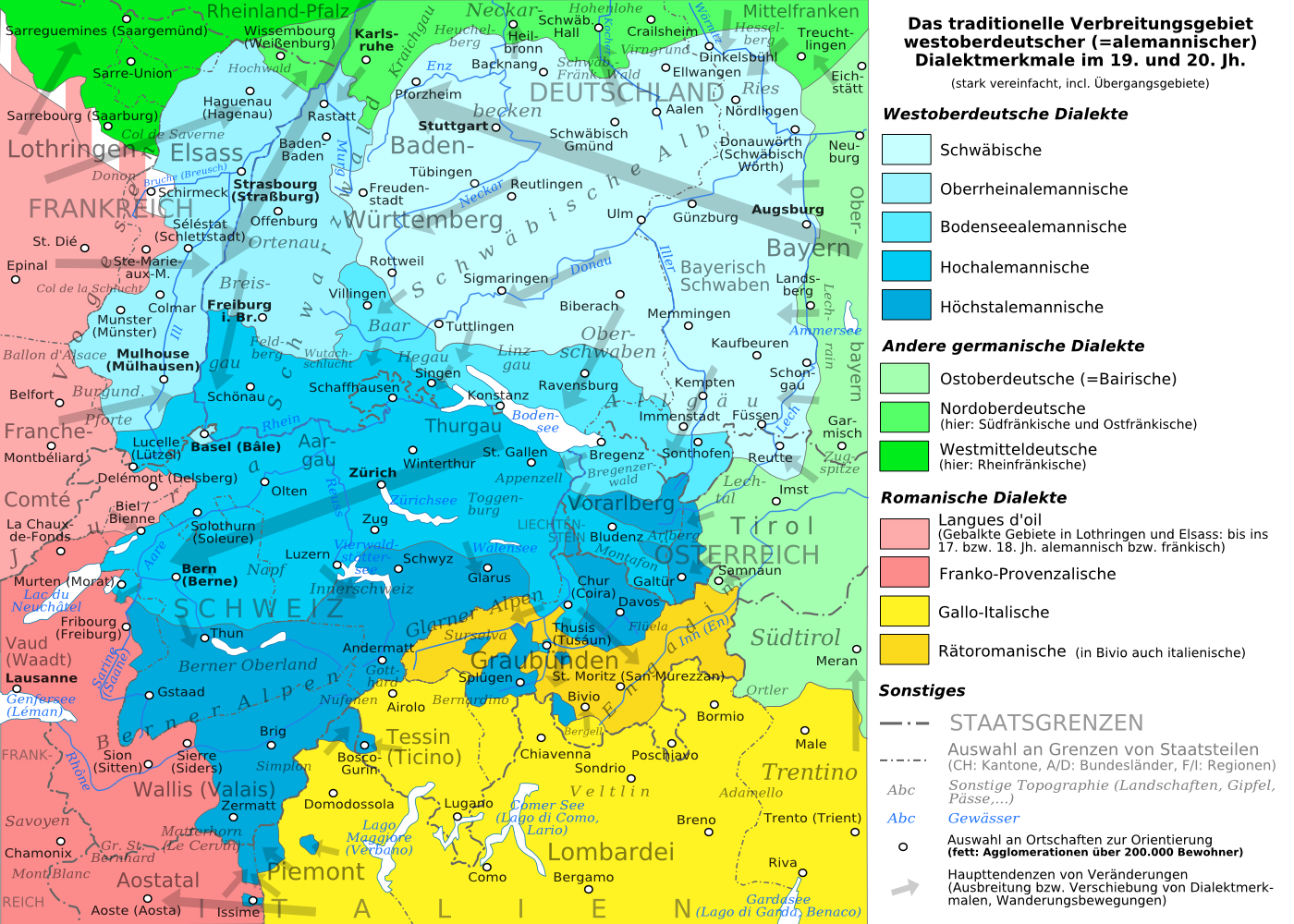
Алеманнские диалекты

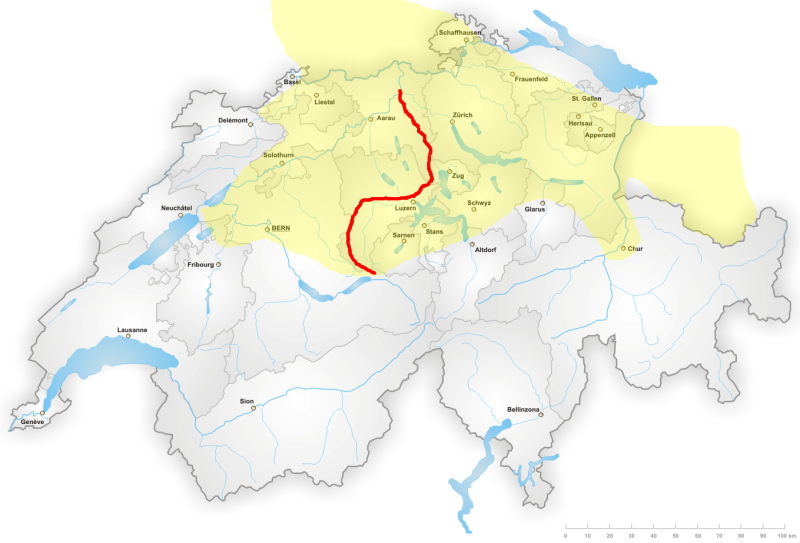
Верхнеалеманский диалект

Верхнеалеманнский диалект (нем. и алем. нем. Hochalemannisch) — один из диалектов (группы диалектов) алеманнского диалекта немецкого языка, распространённый в северной части Швейцарии, Лихтенштейне и крайне западной части Австрии (в земле Форарльберг). Южнее в Швейцарии распространён горноалеманнский диалект. Характерным для верхнеаллеманского является смещение k, находящегося в начале слова, к ch (рус. х): „Kind“ и „Kopf“, например, соответствуют верхнеаллеманским „Chind“ и „Chopf“.

## Структура
- Восточноверхнеалеманнская группа
  - Северо-восточный швейцарский диалект — малые диалектные наречия:
    - Шаффхаузен-тургауский диалект (Schaffhausisch-thurgauischer Dialektraum)
      - Тургаусский диалект (кантон Тургау)
      - Шаффхаузенский диалект (кантон Шаффхаузен)

    - Санкт-галленский диалект (St.-Galler-Deutsch) (кантон Санкт-Галлен)
    - Аппенцелленский диалект (Appenzellisch) (полукантоны Аппенцелль-Ауссерроден и Аппенцелль-Иннерроден)

  - Граубюнденский диалект (Bündnerdeutsch) (кантон Граубюнден, у города Кур)
  - Цюрихский диалект (Zürichdeutsch) (кантон Цюрих)
  - Восточноаргауский диалект (Ostaargauerisch) (восток кантона Аргау)
  - Лихтенштейнский диалект (Liechtensteinisch) (княжество Лихтенштейн)
  - Форарльбергский южный диалект (Vorarlbergerisch) (австрийская федеральная земля Форарльберг)
- Переходная западно/восточно-верхнеалеманнская группа
  - Люцернский диалект (Luzernisch или Luzerndeutsch) (кантон Люцерн)
  - Аргауский диалект (Aargauerisch) (основная (центральная) часть кантона Аргау)
- Западноверхнеалеманнская группа
  - Западноаргауский диалект (Westaargauerisch) (западная часть кантона Аргау)
  - Базельландский диалект (Basellandschäftlerdeutsch) (сельский кантон Базельланд)
  - Бернский диалект (Berndeutsch) (центр кантона Берн, т. н. Центральный Берн)
  - Фриктальский диалект (Fricktalerisch) (район Фрикталь на северо-западе кантона Аргау)
  - Золотурнский диалект (Solothurnisch) (кантон Золотурн)
- Южнобаденская группа
  - Южнофрайбургский диалект (Südfreiburgisch) (юг города Фрайбург в Брайсгау)
  - Маркгрефлерландский диалект (Markgräflerländisch) (район Маркгрефлерланд — приграничная зона Швейцарии, Германии и Франции)
  - Южношварцвальдский диалект (Südschwarzwälderisch) (район Южного Шварцвальда, Фрайбург в Брайсгау)
- Сунгауская группа
  - Сунгауский (зундгауский) диалект (Sundgauisch) (район Сунго или Зундгау к югу от города Мюлуз (Мюльхаузен) в Эльзасе во Франции)